# دجيدف رع
دجيدف رع أو جدف رع ويعني اسمه الثابت مثل رع، كما أطلق عليه بعض المؤرخين جددف رع ورع دجدف، هو ملك (فرعون) مصري قديم في الأسرة الرابعة ضمن المملكة المصرية القديمة. دجيدف رع هو ابن وخليفة العرش المُباشرة لخوفو باني الهرم الأكبر، وأمهُ غير معروفة على وجه التحديد. يُعتبر أول ملك يُستعمل سا-رع (بمعنى ابن رع). وهو أول من ربط اسمه مع إله الشمس رع. يُعتبر دجيدف رع ثالث ملوك الأسرة الرابعة، فقد سبقه خوفو (ثاني الملوك) وسنفرو مُؤسس الأسرة الرابعة. أراد دجيدف رع بناء هرم مثل هرم أبيه خوفو في منطقة أبو رواش ولكن لم ينهي من هرمه سوى تسوية قاعدة الهرم. خلفه إبنه خفرع الذي بنى لنفسه الهرم الثاني بالجيزة.

## عائلته
في حقيقة الأمر لم يكن دجيدف رع هو المرشح الأول لتولي حكم مصر بعد خوفو، حيث كان أخوه غير الشقيق كا وعب من زوجته الأولى مريت إت إس هو المرشح لتولي الحكم بعد أبيه، ولكن كا وعب قتل في ظروف غامضة في حياة أبيه خوفو. ويعتقد أنه أغتيل في مؤامرة مدبرة، كان أحد أطرافها هو دجيدف رع، حتى إن كان لم يكن له دور فيها؛ فبلا شك أنه كان المنتفع الأول من هذه المؤامرة.
بمجرد أن أمن دجيدف رع موقعه، على الفور أسرع بالزواج من أخته النصف شقيقة حتب حرس الثانية لمزيد من تأمين عرشه، التي كانت في نفس الوقت أرملة أخيه المغتال كا وعب. وأنجب منها بنت وهي نفر حتب إس. أغلب ظن إنها كانت والدة الفرعون أوسر كاف أول فراعنة الأسرة الخامسة، تزوج دجيدف رع مرة أخرى من خنتت إن كا، وهناك تضارب في أراء المؤرخين بينها وبين حتب حرس الثانية من انها والدة نفر حوتب إس، لكن من المؤكد من أنها والدة أولاده الذكور الثلاثة ست كا، وهر نت، وبا كا.

## عهده

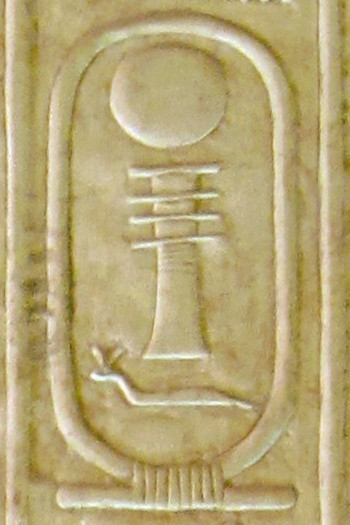
خرطوش باسم دجيدف رع كما ذكرت في قائمة ملوك مصر (أبيدوس).

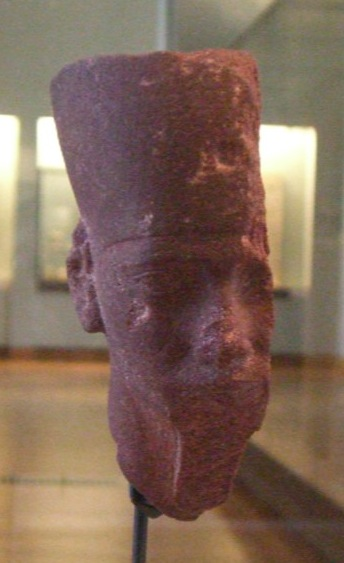
رأس تمثال دجيدف رع من الجرانيت ىالأحمر متحف اللوفر باريس.

يظن أغلب علماء الأثار بأنه أول من أضاف إلى ألقابه الملكية لقب ابن رع، ذلك دليل على فوز مدرسة أون (هليبوليس) وكهناتها على حساب كهنة العاصمة منف. وأتسمت فترة حكمه بشدة الخلافات والصراعات بينه وبين أخوته غير الأشقاء وعلى رأسهم أخيه غير الشقيق جدف حور، الذي مات أيضا في عهد أخيه دجيدف رع، ووجدت مقبرته بجانب أخيه كا وعب ناقصة وقد نال منها الانتقام.
خلال فترة حكمه بدأ دجيدف رع في بناء هرمه في منطقة أبي رواش، حيث كان المخطط لهذا الهرم أن يكون بنفس تصميم هرم منقرع الذي بني لاحقاً، لكن لم يكتمل بنائه، حيث أنه من المعتقد أن دجيدف رع قد خلع من الملك بعد أن ترك أجمل وأكبر تمثال قي العالم وهو أبو الهول، ولم يحدد مصيره بعد ذلك هل مات بصورة طبيعية أو قتل أو أختفى في ظروف غامضة. ومن المعروف أن أخيه غير الشقيق خفرع لم يستكمل بناء هرم دجيدف رع من بعده وتركه على حاله.
بالفعل كانت فترة مليئة بالصراعات الداخلية في عائلة فرعون، حيث أنها أنتهت على الأرجح بسقوط دجيدف رع، مع بداية صراع جديد بين اخوانه من زوجة خوفو الثالثة حنو تسن، وهما خفرع وبا أف رع الذان تأرجح العرش بينهم حتى آلت أخيرا لخفرع ومن بعده ابنه منقرع.

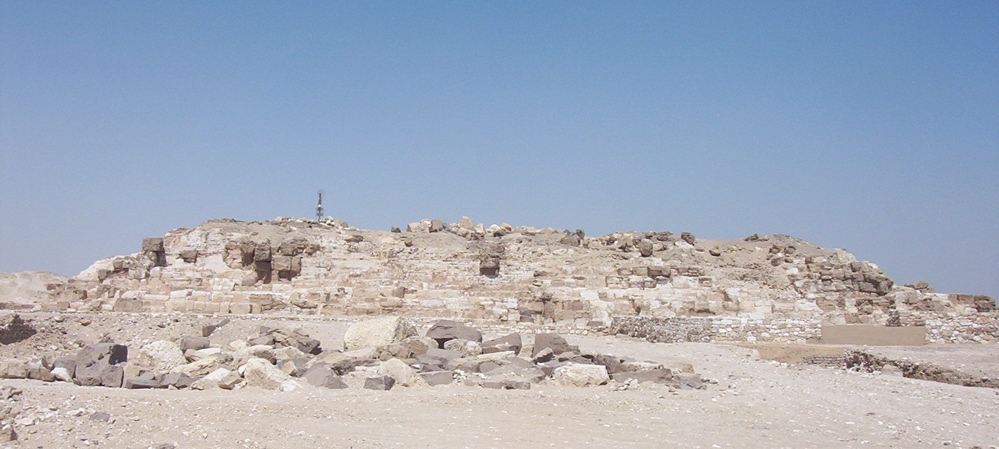
هرم دجيدف رع الذي لم يكتمل، ب أبو رواش.

## من آثار دجيدف رع في متاحف العالم
يقتني متحف الفن المصري في ميونيخ 29 قطعة مكسورة من تماثيل من عهد دجيدف رع، ومن المحتمل أن تكون كلها أو بعضها من أبو رواش.
.
|                                                   |                                                                      |                                                          |
| Sphinxkopf des Radjedef; Louvre, Inv.-Nr. E 12626 | Unterer Teil einer Sitzstatue des Radjedef; Louvre, Inv.-Nr. E 12627 | Kopf einer Statue des Radjedef; Louvre, Inv.-Nr. E 11167 |

|                                                                         |                                                                          |                                                                          |
| Schreiberstatue des Prinzen Setka; Louvre, Inv.-Nr. E 12629 und E 12631 | Torso einer Statue der Prinzessin Neferhetepes; Louvre, Inv.-Nr. E 12628 | Sphinx der Königin Hetepheres II.; Ägyptisches Museum, Kairo, (JE 35137) |

## دجيدف رع في ذاكرة قدماء المصريين
كان قدماء المصريين يحتفلون بذكرى دجيدف رع حتى نهاية أسرة مصرية سادسة، فكان 8 من كبار الكهنة يقومون برئاسة الاحتفال بذكراه مما كان لها أثار اقتصادية متميزة في شمال مصر، إذ كانت تزرع لهذا الاحتفال خصيصا محاصيل إضافية ل~امداد الزائرين.

كما وجد في وادي حمامات بسيناء كتابة هيروعغليفي على الصخر ترجع إلى عهد أسرة مصرية ثانية عشر، وتذكر أسماء الفراعنة دجيدف رع، وخوفو وأخيه خفرع في خرطوشات متجاورة بالإضافة إلى أسماء غير معروفة «حور جيديف» و «باوف رع» وربما كان هذا الإخيران من حكام مصر القدماء. ويعتقد أن كتابة تلك الأسماء في سيناء كان بغرض تمجيد أبيه خوفو واخوته كقديسين لحماية منطقة وادي الحمامات. وقد وجد في مدينة قفط، وهي المنطلق على طريق الوصول إلى وادي حمامات، وجد إناء من الألبستر وعليه اسم خوفو. مما يعني أنه كانت تقام احتفالات في تلك المنطقة  في ذكري هؤلاء الفراعنة.
من عهد الدولة المصرية الحديثة توجد في متحف برلين المصري في برلين لوحة حجرية من سقارة وقد عثر عليها في أحد مقابر ملوك الدولة القديمة: وعليها اسم أول أصبح غير واضحا ولكن ربما تشير صور فوتوغرافية قديمة إلى اسم سنفرو، ويتلوه أسماء دجيدف رع، ومنقرع، ومنكاو حور كايو وبيبي الثاني (نفر كا رع). وربما يمثل ذلك الجزء من اللوحة منظرا لتمجيد وتقديس هؤلاء الفراعنة من قبل صاحب المقبرة.

## وصلات خارجية
- Biografie Radjedefs
- Radjedef auf Digital Egypt (engl.)
- The Ancient Egypt Site (engl.)

- Riddle of the Sphinx

## اقرأ أيضا
- خوفو
- حتب حرس الثانية
- كاتب في مصر القديمة
- حتب حرس
- مقبرة حتب حرس
- جبل مياه دجيدف رع